# Fiat 727
 (juillet 2025).
L'autochenille Fiat 727 est un tracteur d'artillerie construit par la société italienne Fiat V.I. qui fut utilisé par le Regio Esercito durant la Seconde Guerre mondiale.

## Histoire
Contrairement à leurs alliés allemands, le Regio Esercito italien n'avait pas porté une attention particulière aux véhicules semi-chenillés durant l'entre-deux-guerres alors qu'Alfa Romeo avait présenté, en 1940, un dérivé du Alfa Romeo 800 à chenillettes arrière. 
Cependant, intrigués par les caractéristiques du tracteur semi-chenillé allemand Sonderkraftfahrzeug 7 mis en service en 1938 dans la Wehrmacht mais dont l'étude avait débuté dix ans plus tôt, en 1928 chez Krauss-Maffei, les responsables logistiques italiens décident, en 1941, d'en acquérir un exemplaire et de le soumettre au "Centro Studi Motorizzazione" pour une évaluation. 
Les deux principaux constructeurs italiens de véhicules militaires, FIAT et E. Breda SpA, persuadés que si le Regio Esercito avait pris la peine de tester le véhicule allemand, le prochain tracteur d'artillerie et véhicule de transport de troupes italien devrait être équipé de chenillettes, s'empressèrent d'acquérir la licence pour produire rapidement ce train de roulement chenillé qu'ils ne connaissaient pas, sans être obligés d'en faire l'étude et de risquer de perdre la commande du fait de délais de livraison trop longs.
Ce fut E. Breda SpA qui, le premier, proposa un prototype et obtint une commande pour 500 véhicules Breda 61, assez semblables à l'halftrack allemand. Quelques mois plus tard, Fiat présenta le Fiat 727, modèle de plus petite taille que le Breda avec un moteur Fiat de moindre cylindrée, donc moins puissant. Fiat obtint une commande de 100 exemplaires. Breda livra le premier lot commandé de 36 Breda 61 qui équipèrent immédiatement le groupe d'artillerie de la 136e "Divisione Corazzata Legionaria Centauro" en avril 1943. À la suite de l'armistice du 8 septembre 1943, le reste de la livraison fut annulé. Fiat livra à la même époque son premier lot de 8 véhicules Fiat 727 et le solde de la commande fut aussi annulé.

## Caractéristiques techniques
Le Fiat 727 est un tracteur d'artillerie classé de type moyen, destiné à tracter des charges de 6 tonnes. Comme le Sd.Kfz.7, son châssis est construit pour reposer sur 2 roues avant directrices et sur une chenillette qui assure la motricité du véhicule et qui remplace un tandem à l'arrière. Le train de roulement est constitué de 7 roues partiellement superposées, 4 simples et 3 doubles, plus une roue motrice située devant (brevet Krauss-Maffei). 
Le Fiat 727 est équipé d'un moteur essence Fiat 6 cylindres en ligne de 4 170 cm3 qui alimente les roues entraineuses de la chenillette arrière ainsi que le treuil arrière de 2,5 tonnes. La cabine ouverte, disposait de sièges à l'avant pour le conducteur, à droite, et 1 chef de voiture et 2 rangées de 3 sièges pour accueillir 6 soldats. Les dossiers sont équipés de râteliers pour fixer les armes durant le voyage. Un grand coffre à l'arrière permet d'entreposer les munitions de la pièce d'artillerie remorquée. 